# Apionsoma
Apionsoma is een geslacht in de taxonomische indeling van de Sipuncula (Pindawormen).
Het geslacht behoort tot de familie Phascolosomatidae. Apionsoma werd in 1902 beschreven door Sluiter.

## Soorten
Apionsoma omvat de volgende soorten:
- Apionsoma (Apionsoma) misakianum
- Apionsoma (Apionsoma) murinae
- Apionsoma (Apionsoma) trichocephalus
- Apionsoma (Edmondsius) pectinatum